# Corte Constitucional de Ucrania

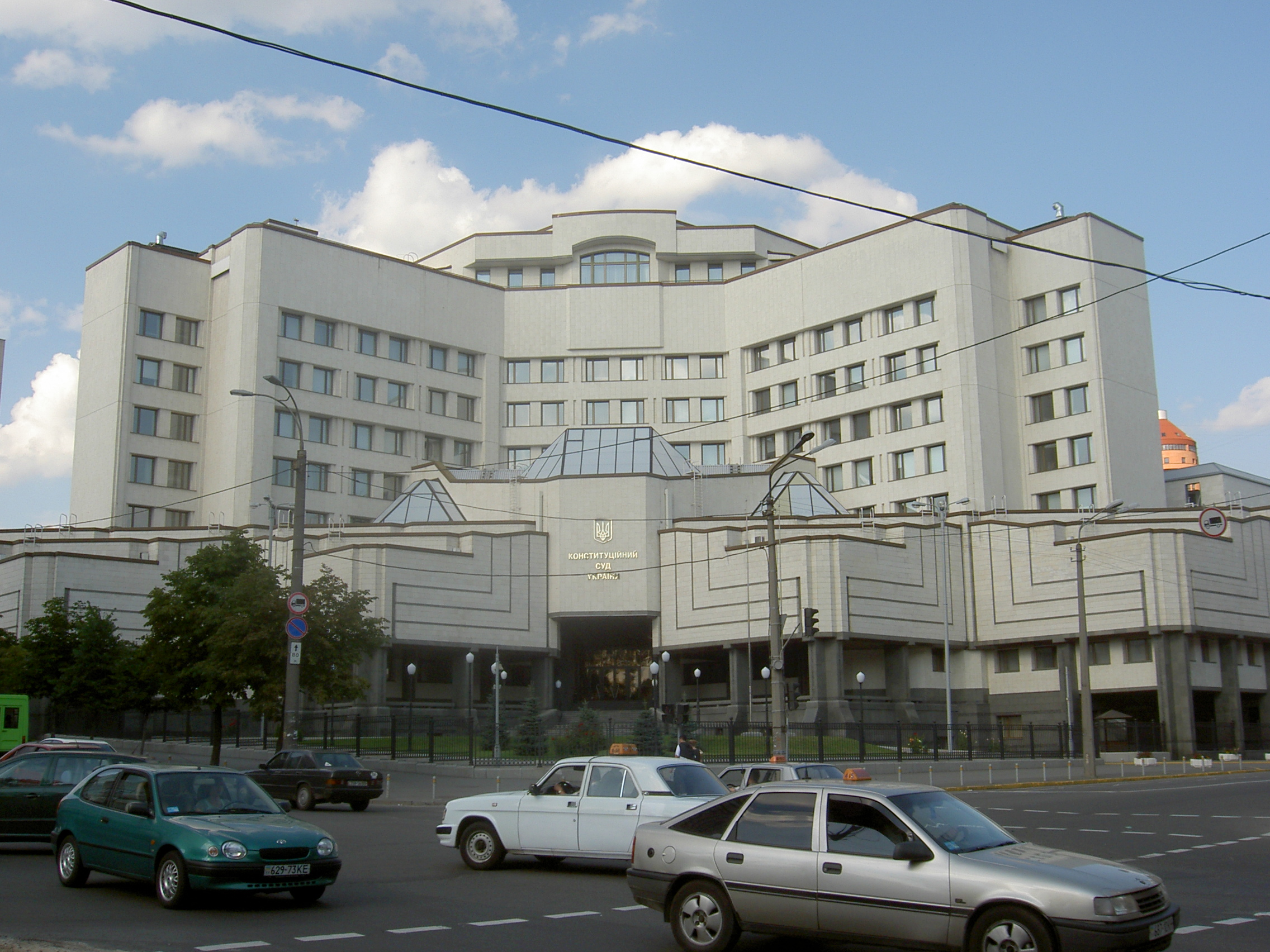
Corte Constitucional de Ucrania

La Corte Constitucional de Ucrania (Ucraniano: Конституційний Суд України) es el único cuerpo de jurisdicción constitucional en Ucrania. La tarea principal de la Corte es garantizar la supremacía de la Constitución de Ucrania como la ley fundamental de la tierra.
La Corte inició sus actividades el 18 de octubre de 1996. La primera decisión de la Corte fue tomada el 13 de mayo de 1997.
- Datos: Q2714836
- Multimedia: Constitutional Court of Ukraine / Q2714836